# Chotyniec
Chotyniec ist ein Dorf mit einem Schulzenamt der Landgemeinde Radymno im Powiat Jarosławski der Woiwodschaft Karpatenvorland in Polen. Die Holzkirche aus dem 17. Jahrhundert gehört zum grenzübergreifenden UNESCO-Welterbe.

## Geographie

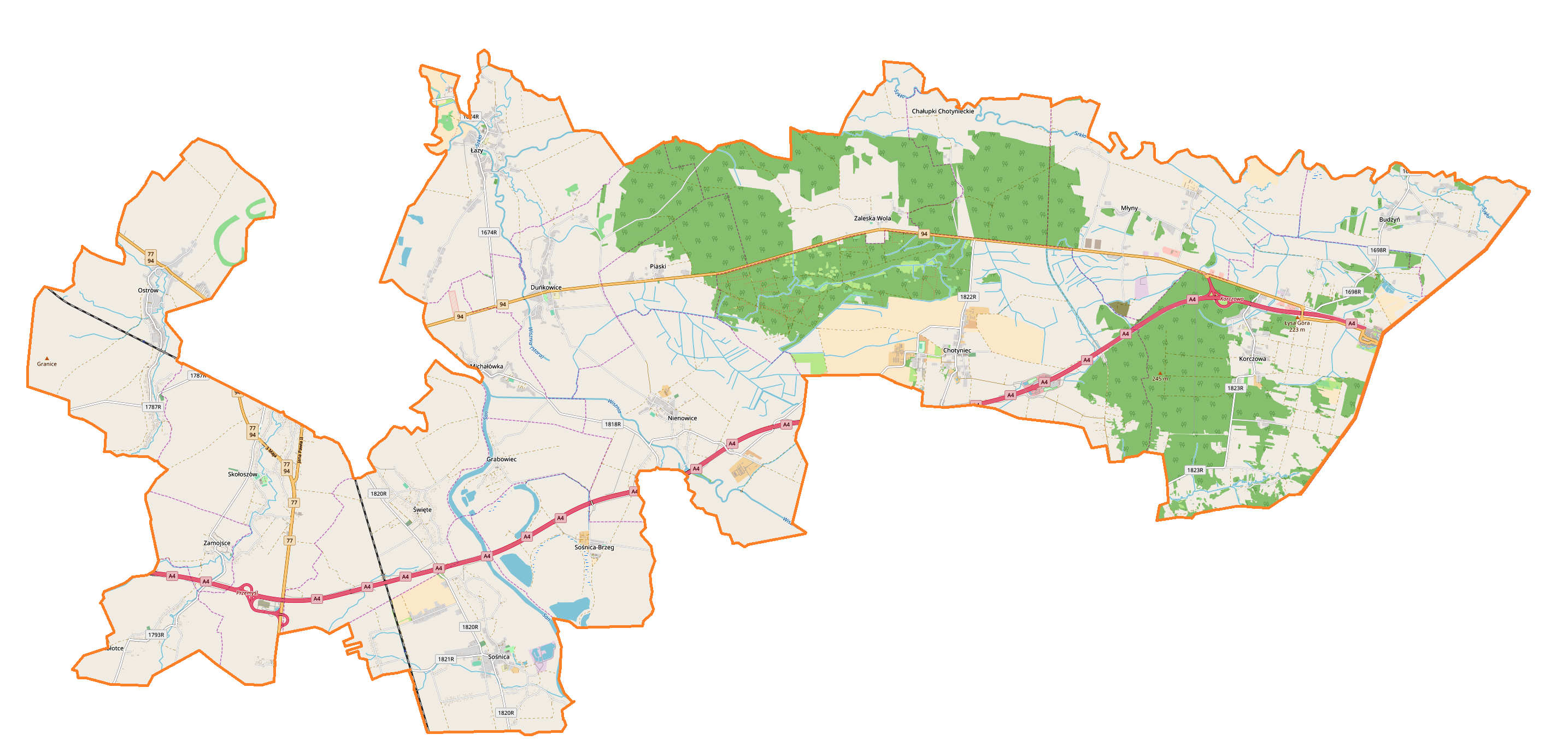
Karte der Landgemeinde

Der Ort liegt im Osten der Woiwodschaft. Die Grenze zur Ukraine liegt zwei Kilometer östlich, die Stadt Radymno zwölf Kilometer westlich und die Kreisstadt Jarosław (deutsch Jaroslau) zwanzig Kilometer nordwestlich. Nachbarorte auf dem Gebiet der Landgemeinde sind Nienowice sowie Piaski im Westen, Zaleska Wola im Norden, Młyny im Nordosten, Korczowa im Osten und Hruszowice in der Landgemeinde Stubno im Süden.
Das Terrain steigt östlich der Ortsgrenze auf 245 m n.p.m. an. Das Gebiet ist sehr wasserreich. Die kleinen Bäche entwässern über die Wisznia (ukrainisch Wyschnja) in den nahen San. Mischwald nimmt im Nordwesten etwa den vierten Teil der Gemarkung ein.

## Geschichte
Das Dorf Chotyniec wurde im 14. Jahrhundert gegründet und war königliches Eigentum. Im 15. Jahrhundert kam es als Lehen an die Familie Mamajowicz, die es 1500 vom Erzbischof von Lemberg erwarb. Im 17. Jahrhundert kam es wieder in königlichen Besitz. Ab 1644 gehörte es Mikołaj Ostrowski sowie seiner Frau Anna Snopkowska und dann ihrem zweiten Ehemann Marcin Trzebuchowski. Im Jahre 1615 oder 1617 wurde die Holzkirche Anrufung der Geburt der Jungfrau Maria erbaut. Die griechisch-katholische Gemeinde des Orts gehörte zum Dekanat Jarosław und hatte eine Filiale im benachbarten Hruszowice. Die Gläubigen des römisch-katholischen Ritus gehörten zur Gemeinde in Laszki.
Mit der Ersten Teilung Polens kam Chotyniec 1772 zum neuen Königreich Galizien und Lodomerien des habsburgischen Kaiserreichs (ab 1804). Nach der Aufhebung der Patrimonialherrschaften bildete es eine Ortsgemeinde im Gerichtsbezirk Krakowiec des Bezirks Jaworów. Jan Lewandowski war 1831 Besitzer des Dorfs, 1848 war es Walenty Wiktor. Nach dem damaligen Kataster gehörten zum Dorf die drei Weiler Chałupki (heute Chałupki Chotynieckie), Załazie und Dombrowy. Die Gebäude waren aus Holz. Siedlungsschwerpunkt war das Zentrum an der Kirche. Es bestanden zwei Friedhöfe an der Kirche und am heutigen Ort. Chotyniec hatte 1174 Einwohner, von denen die überwiegende Mehrheit griechisch-katholisch war. Im Jahr 1900 hatte die Ortsgemeinde Chotyniec 1885 Hektar Fläche, 271 Häuser mit 1641 Einwohnern, davon sprachen 1595 Ruthenisch, 11 Polnisch und 35 Deutsch. Es gab 1585 Griechisch-Katholiken, 19 Katholiken, 34 Juden und 3 Andersgläubige.

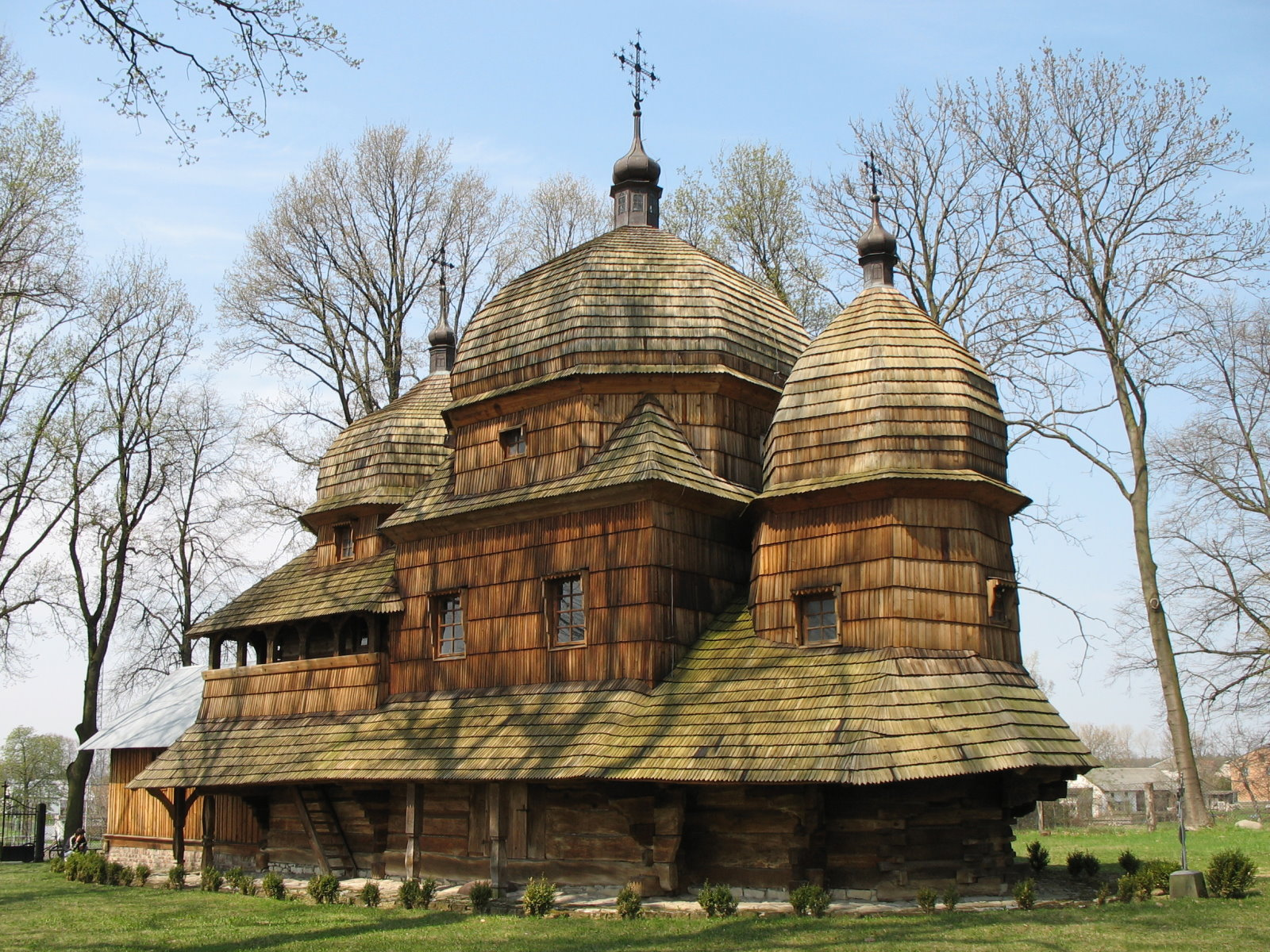
Griechisch-katholische Holzkirche

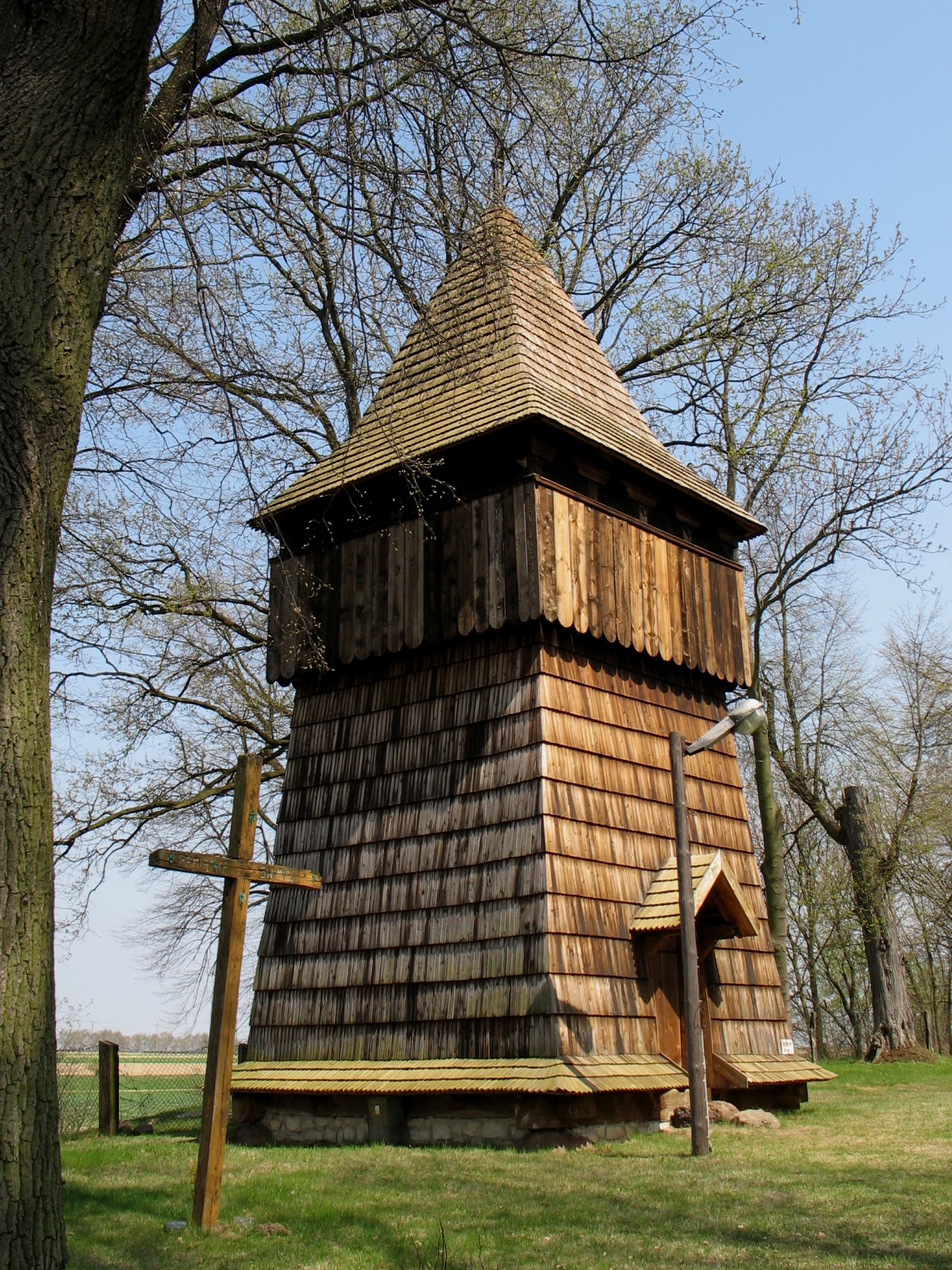
Glockenturm der Holzkirche

Während der Kämpfe um den San-Fluss im Ersten Weltkrieg wurden 1915 Gebäude des Dorfs und der  Glockenturm der Kirche zerstört. In der Zeit der Zweiten Polnische Republik gehörte das Dorf und der Powiat Jarosławski zur Woiwodschaft Lwów. In der deutschen Besatzungszeit nach dem Überfall auf Polen kam das Gebiet zum Distrikt Krakau im Generalgouvernement.
Nach der Befreiung wurde 1947 die ortsansässige Bevölkerung vertrieben (Akcja Wisła). Die Kirche wurde als römisch-katholische Kirche genutzt, die Kirchengemeinde aber erst 1985 gegründet. Im Jahr 1990 wurde die Kirche an die Gläubigen des griechisch-katholischen Ritus zurückgegeben. Von 1991 bis 1996 wurde die neue römisch-katholische Kirche nach Plänen von Jerzy Wiechowski (1932–1998) erbaut.
Das Dorf kam 1974 wieder an die Landgemeinde Radymno, die 1973 als Gmina Skołoszów aus Gromadas gebildet wurde. Im Jahr 1975 kam das Gebiet von der Woiwodschaft Rzeszów alten Zuschnitts zur Woiwodschaft Przemyśl, der Powiat wurde aufgelöst. Zum 1. Januar 1999 kamen Ort und Gemeinde zur Woiwodschaft Karpatenvorland und zum wieder errichteten Powiat Jarosławski.

## Baudenkmal
Die griechisch-katholische Holzkirche wurde 1617 erbaut und gehört zum grenzübergreifenden UNESCO-Welterbe „Holzkirchen der Karpatenregion“ und ist der Geburt der heiligen Jungfrau Maria geweiht. Die Einschreibung erfolgte am 21. Juni 2013 gemeinsam mit sieben weiteren Bauwerken der Ostkirchen in Polen und acht in der Ukraine. Sie wurde im Jahr 1968 unter Denkmalschutz gestellt.

## Verkehr
Die Autobahn A4 verläuft südlich des Dorfs, teilweise auf dem Gebiet der Gemarkung. Diese wird im Norden durch die Landesstraße DK94 begrenzt. Die beiden Verkehrswege enden im Osten am Grenzübergang Korczowa zur Ukraine bzw. im Westen an der deutschen Grenze.
Bahnanschluss besteht in der Stadt Radymno. Der nächste internationale Flughafen ist Rzeszów-Jasionka.